# Tour de Canakkale
El Tour de Canakkale es una carrera ciclista turca que fue creada en 2015. Esta carrera forma parte desde su creación del UCI Europe Tour, en categoría 2.2.

## Palmarés
| Año  | Ganador       | Segundo   | Tercero     |
| ---- | ------------- | --------- | ----------- |
| 2015 | Ahmet Akdilek | Mirac Kal | Onur Balkan |

## Palmarés por países
| País    | Victorias |
| ------- | --------- |
| Turquía | 1         |